# Thelyphonus billitonensis
Espèce
Thelyphonus billitonensis est une espèce d'uropyges de la famille des Thelyphonidae.

## Distribution
Cette espèce est endémique de Belitung en Indonésie.

## Description
Le mâle holotype mesure 16 mm.

## Étymologie
Son nom d'espèce, composé de billiton et du suffixe latin -ensis, « qui vit dans, qui habite », lui a été donné en référence au lieu de sa découverte, Belitung.

## Publication originale
- Speijer, 1931 : Bemerkungen über Pedipalpi. Zoologische Mededelingen, vol. 14, p. 79-88 (texte intégral).